# Brocton (Illinois)
Brocton é uma vila localizada no estado americano de Illinois, no Condado de Edgar.

## Demografia
Segundo o censo americano de 2000, a sua população era de 322 habitantes. 
Em 2006, foi estimada uma população de 303, um decréscimo de 19 (-5.9%).

## Geografia
De acordo com o United States Census Bureau tem uma área de 
1,5 km², dos quais 1,5 km² cobertos por terra e 0,0 km² cobertos por água. Brocton localiza-se a aproximadamente 202 m acima do nível do mar.

## Localidades na vizinhança
O diagrama seguinte representa as localidades num raio de 20 km ao redor de Brocton. 